# Десантные корабли-доки типа «Харперс Ферри»
Десантные корабли-доки типа «Харперс Ферри» — серия из 4 американских десантных кораблей-доков, построенных с 1995 года и находящихся в строю до настоящего времени. Сконструирован на основе кораблей типа «Уидби Айленд». По сравнению с прототипом имеет больший объём грузовых трюмов взамен меньшего количества средств высадки. По своим возможностям более соответствует десантным транспортам-докам (англ. amphibious transport dock).
Планируется, что все корабли этого типа в 2010—2014 годах пройдут реконструкцию, после которых срок их службы будет продлён до 2038 года. Корабли, базирующиеся на западном побережье, пройдут реконструкцию в Metro Machine Corp., базирующиеся на восточном побережье — в General Dynamics National Steel and Shipbuilding Company в Сан-Диего.
Основными элементами реконструкции будут модернизация дизельных двигателей, установка систем экономии топлива и уменьшения затрат на обслуживание, средств технического контроля, увеличение мощности кондиционеров и опреснителей воды, замена воздушных компрессоров. Все паровые системы кораблей будут заменены электрическими, более дешёвыми и c меньшими затратами на обслуживание.

## Состав серии
| Название      | Номер  | Верфь    | Заложен    | Спущен     | В строю    | Порт приписки | Регистр |
| ------------- | ------ | -------- | ---------- | ---------- | ---------- | ------------- | ------- |
| Harpers Ferry | LSD-49 | Avondale | 15.04.1991 | 16.01.1993 | 07.01.1995 | Сасебо        | LSD49   |
| Carter Hall   | LSD-50 | Avondale | 11.11.1991 | 02.10.1993 | 30.09.1995 | Литтл-Крик    | LSD50   |
| Oak Hill      | LSD-51 | Avondale | 21.09.1992 | 11.06.1994 | 08.06.1996 | Литтл-Крик    | LSD51   |
| Pearl Harbor  | LSD-52 | Avondale | 27.01.1995 | 24.02.1996 | 27.04.1998 | Сан-Диего     | LSD52   |